# Cerocala decaryi
Cerocala decaryi là một loài bướm đêm trong họ Erebidae.